# Антон Ковачев
Антон Михайлов Ковачев или Ковачов е български военен деец, генерал-майор.

## Биография
Антон Ковачев е роден на 7 септември 1878 година в будния български град Щип, днес в Северна Македония. Баща му Михаил Ковачев е виден революционер, ръководител на Щипския революционен комитет и участва в Илинденско-Преображенското въстание, а просветният деец Йосиф Ковачев му е чичо. Единият му по-голям брат Владимир е деец на ВМОРО, а другият Владислав също е офицер и деец на Върховния комитет.
Израства в София. През 1898 г. завършва Военното училище в София и постъпва на редовна служба в Българската армия. Командва 2, 1 и 6 пионерна дружина. През ноември същата година се нарежда сред основателите на Щипското благотворително братство в София.
От 1906 г. учи в Николаевската инженерна академия в Санкт Петербург, Русия, която завършва през 1911 г. По време на Балканската война (1912 – 1913) е дивизионен инженер. По време на Междусъюзническата война (1913) осигурява превоза на Четвърта армия по море и суша от Тракия към Македония.
Преподава във Военното училище (1914 – 1915). В периода 14 януари 1924 – 5 юли 192 е инспектор на Инженерни войски при военното министерство. Под негово ръководство е построен пътят към Драгалевския манастир и теснолинейката за Рилския манастир. Излиза в запаса през 1928 г. като генерал-майор. Член е на Българското инженерно-архитектурно дружество и е избиран във Върховния му съвет (1924, 1925 и други).
Антон Ковачев е женен за Райна Иванова Поменова от Прилеп, завършила Висшето музикално училище в Санкт Петербург, оперна певица. Имат 3 деца. Техни деца са писателят Михаил Ковачев (1905 – 1972), пианистката Елена Ковачева-Дикова и Тамара Ковачева, а внук – пианистът Антон Диков (1938 – 2004).
Генерал-майор Антон Ковачев умира на 4 октомври 1931 година в София.
Името му носи стръмната улица в центъра на Драгалевци..

## Военни звания
- Подпоручик (1898)
- Поручик (1903)
- Капитан (31 декември 1906)
- Майор (14 юли 1913)
- Подполковник (5 декември 1916)
- Полковник (1 април 1919)
- Генерал-майор (26 март 1928)

## Родословие
|                       |                       |                       |                       |                             |                             |                             |                             |                                 |                                 |                                 |                                 | Антон Ковачев                   |                                 |  |  |                                |                                |                                |                                |                                |                                |  |  |                             |                             |                             |                             |                              |                              |                              |                              |                              |                              |                              |                              |                              |                              |  |  |                             |                             |                             |                             |                             |                             |
|                       |                       |                       |                       |                             |                             |                             |                             |                                 |                                 |                                 |                                 |                                 |                                 |  |  |                                |                                |                                |                                |                                |                                |  |  |                             |                             |                             |                             |                              |                              |                              |                              |                              |                              |                              |                              |                              |                              |  |  |                             |                             |                             |                             |                             |                             |
|                       |                       |                       |                       |                             |                             |                             |                             |                                 |                                 |                                 |                                 |                                 |                                 |  |  |                                |                                |                                |                                |                                |                                |  |  |                             |                             |                             |                             |                              |                              |                              |                              |                              |                              |                              |                              |                              |                              |  |  |                             |                             |                             |                             |                             |                             |
| Екатерина Костадинова | Екатерина Костадинова | Екатерина Костадинова | Екатерина Костадинова | Екатерина Костадинова       | Екатерина Костадинова       |                             |                             | Йосиф Ковачев (1839 – 1898)     | Йосиф Ковачев (1839 – 1898)     | Йосиф Ковачев (1839 – 1898)     | Йосиф Ковачев (1839 – 1898)     | Йосиф Ковачев (1839 – 1898)     | Йосиф Ковачев (1839 – 1898)     |  |  | Михаил Ковачев (1840 – 1908)   | Михаил Ковачев (1840 – 1908)   | Михаил Ковачев (1840 – 1908)   | Михаил Ковачев (1840 – 1908)   | Михаил Ковачев (1840 – 1908)   | Михаил Ковачев (1840 – 1908)   |  |  |                             |                             |                             |                             |                              |                              |                              |                              |                              |                              |                              |                              |                              |                              |  |  |                             |                             |                             |                             |                             |                             |
| Екатерина Костадинова | Екатерина Костадинова | Екатерина Костадинова | Екатерина Костадинова | Екатерина Костадинова       | Екатерина Костадинова       |                             |                             | Йосиф Ковачев (1839 – 1898)     | Йосиф Ковачев (1839 – 1898)     | Йосиф Ковачев (1839 – 1898)     | Йосиф Ковачев (1839 – 1898)     | Йосиф Ковачев (1839 – 1898)     | Йосиф Ковачев (1839 – 1898)     |  |  | Михаил Ковачев (1840 – 1908)   | Михаил Ковачев (1840 – 1908)   | Михаил Ковачев (1840 – 1908)   | Михаил Ковачев (1840 – 1908)   | Михаил Ковачев (1840 – 1908)   | Михаил Ковачев (1840 – 1908)   |  |  |                             |                             |                             |                             |                              |                              |                              |                              |                              |                              |                              |                              |                              |                              |  |  |                             |                             |                             |                             |                             |                             |
|                       |                       |                       |                       |                             |                             |                             |                             |                                 |                                 |                                 |                                 |                                 |                                 |  |  |                                |                                |                                |                                |                                |                                |  |  |                             |                             |                             |                             |                              |                              |                              |                              |                              |                              |                              |                              |                              |                              |  |  |                             |                             |                             |                             |                             |                             |
|                       |                       |                       |                       |                             |                             |                             |                             |                                 |                                 |                                 |                                 |                                 |                                 |  |  |                                |                                |                                |                                |                                |                                |  |  |                             |                             |                             |                             |                              |                              |                              |                              |                              |                              |                              |                              |                              |                              |  |  |                             |                             |                             |                             |                             |                             |
| Анастасия Размова     | Анастасия Размова     | Анастасия Размова     | Анастасия Размова     | Анастасия Размова           | Анастасия Размова           |                             |                             | Владислав Ковачев (1875 – 1924) | Владислав Ковачев (1875 – 1924) | Владислав Ковачев (1875 – 1924) | Владислав Ковачев (1875 – 1924) | Владислав Ковачев (1875 – 1924) | Владислав Ковачев (1875 – 1924) |  |  | Владимир Ковачев (1875 – 1910) | Владимир Ковачев (1875 – 1910) | Владимир Ковачев (1875 – 1910) | Владимир Ковачев (1875 – 1910) | Владимир Ковачев (1875 – 1910) | Владимир Ковачев (1875 – 1910) |  |  | Антон Ковачев (1878 – 1931) | Антон Ковачев (1878 – 1931) | Антон Ковачев (1878 – 1931) | Антон Ковачев (1878 – 1931) | Антон Ковачев (1878 – 1931)  | Антон Ковачев (1878 – 1931)  |                              |                              | Райна Ковачева (1880 – 1967) | Райна Ковачева (1880 – 1967) | Райна Ковачева (1880 – 1967) | Райна Ковачева (1880 – 1967) | Райна Ковачева (1880 – 1967) | Райна Ковачева (1880 – 1967) |  |  | Йосиф Ковачев (1885 – 1916) | Йосиф Ковачев (1885 – 1916) | Йосиф Ковачев (1885 – 1916) | Йосиф Ковачев (1885 – 1916) | Йосиф Ковачев (1885 – 1916) | Йосиф Ковачев (1885 – 1916) |
| Анастасия Размова     | Анастасия Размова     | Анастасия Размова     | Анастасия Размова     | Анастасия Размова           | Анастасия Размова           |                             |                             | Владислав Ковачев (1875 – 1924) | Владислав Ковачев (1875 – 1924) | Владислав Ковачев (1875 – 1924) | Владислав Ковачев (1875 – 1924) | Владислав Ковачев (1875 – 1924) | Владислав Ковачев (1875 – 1924) |  |  | Владимир Ковачев (1875 – 1910) | Владимир Ковачев (1875 – 1910) | Владимир Ковачев (1875 – 1910) | Владимир Ковачев (1875 – 1910) | Владимир Ковачев (1875 – 1910) | Владимир Ковачев (1875 – 1910) |  |  | Антон Ковачев (1878 – 1931) | Антон Ковачев (1878 – 1931) | Антон Ковачев (1878 – 1931) | Антон Ковачев (1878 – 1931) | Антон Ковачев (1878 – 1931)  | Антон Ковачев (1878 – 1931)  |                              |                              | Райна Ковачева (1880 – 1967) | Райна Ковачева (1880 – 1967) | Райна Ковачева (1880 – 1967) | Райна Ковачева (1880 – 1967) | Райна Ковачева (1880 – 1967) | Райна Ковачева (1880 – 1967) |  |  | Йосиф Ковачев (1885 – 1916) | Йосиф Ковачев (1885 – 1916) | Йосиф Ковачев (1885 – 1916) | Йосиф Ковачев (1885 – 1916) | Йосиф Ковачев (1885 – 1916) | Йосиф Ковачев (1885 – 1916) |
|                       |                       |                       |                       |                             |                             |                             |                             |                                 |                                 |                                 |                                 |                                 |                                 |  |  |                                |                                |                                |                                |                                |                                |  |  |                             |                             |                             |                             |                              |                              |                              |                              |                              |                              |                              |                              |                              |                              |  |  |                             |                             |                             |                             |                             |                             |
|                       |                       |                       |                       | Жени Ковачева (1905 – 1994) | Жени Ковачева (1905 – 1994) | Жени Ковачева (1905 – 1994) | Жени Ковачева (1905 – 1994) | Жени Ковачева (1905 – 1994)     | Жени Ковачева (1905 – 1994)     |                                 |                                 |                                 |                                 |  |  |                                |                                |                                |                                |                                |                                |  |  |                             |                             |                             |                             | Михаил Ковачев (1905 – 1972) | Михаил Ковачев (1905 – 1972) | Михаил Ковачев (1905 – 1972) | Михаил Ковачев (1905 – 1972) | Михаил Ковачев (1905 – 1972) | Михаил Ковачев (1905 – 1972) |                              |                              |                              |                              |  |  |                             |                             |                             |                             |                             |                             |